# Осцеола (Арканзас)
Осцеола (англ. Osceola) — місто (англ. city) в США, в окрузі Міссіссіппі штату Арканзас. Населення — 6976 осіб (2020).
Є одним з двох адміністративних центрів округу Міссісіпі.

## Географія
Осцеола розташована на висоті 75 метрів над рівнем моря за координатами 35°41′41″ пн. ш. 89°59′35″ зх. д. / 35.69472° пн. ш. 89.99306° зх. д. (35.694667, -89.992933).  За даними Бюро перепису населення США в 2010 році місто мало площу 25,35 км², уся площа — суходіл.

### Клімат
| Клімат : Осцеола      | Клімат : Осцеола | Клімат : Осцеола | Клімат : Осцеола | Клімат : Осцеола | Клімат : Осцеола | Клімат : Осцеола | Клімат : Осцеола | Клімат : Осцеола | Клімат : Осцеола | Клімат : Осцеола | Клімат : Осцеола | Клімат : Осцеола | Клімат : Осцеола |
| Показник              | Січ.             | Лют.             | Бер.             | Квіт.            | Трав.            | Черв.            | Лип.             | Серп.            | Вер.             | Жовт.            | Лист.            | Груд.            | Рік              |
| Середній максимум, °C | 7,2              | 10,6             | 15,6             | 21,7             | 26,7             | 31,7             | 33,3             | 32,2             | 28,9             | 23,3             | 15,6             | 9,4              | 21,4             |
| Середній мінімум, °C  | −2,2             | 0,0              | 5,0              | 9,4              | 15,0             | 19,4             | 21,7             | 20,0             | 15,6             | 8,9              | 4,4              | −0,6             | 9,8              |
| Норма опадів, мм      | 94               | 96               | 124              | 124              | 141              | 103              | 90               | 68               | 93               | 86               | 123              | 116              | 1258             |
| --------------------- | ---------------- | ---------------- | ---------------- | ---------------- | ---------------- | ---------------- | ---------------- | ---------------- | ---------------- | ---------------- | ---------------- | ---------------- | ---------------- |
| Джерело:              |                  |                  |                  |                  |                  |                  |                  |                  |                  |                  |                  |                  |                  |

## Демографія
Згідно з переписом 2010 року, у місті мешкало 7757 осіб у 2950 домогосподарствах у складі 1953 родин. Густота населення становила 306 осіб/км².  Було 3328 помешкань (131/км²). 
Расовий склад населення:
| - 53,9 % — чорних або афроамериканців - 42,7 % — білих - 0,2 % — азіатів - 0,1 % — корінних американців - 1,4 % — осіб інших рас |

До двох чи більше рас належало 1,6 %. Іспаномовні складали 2,5 % від усіх жителів.
За віковим діапазоном населення розподілялося таким чином: 29,4 % — особи молодші 18 років, 59,3 % — особи у віці 18—64 років, 11,3 % — особи у віці 65 років та старші. Медіана віку мешканця становила 32,9 року. На 100 осіб жіночої статі у місті припадало 93,2 чоловіків;  на 100 жінок у віці від 18 років та старших — 89,0 чоловіків також старших 18 років.
Середній дохід на одне домашнє господарство  становив 41 114 долари США (медіана — 29 359), а середній дохід на одну сім'ю — 47 344 долари (медіана — 31 734). Медіана доходів становила 36 959 доларів для чоловіків та 25 781 долар для жінок. За межею бідності перебувало 37,9 % осіб, у тому числі 65,1 % дітей у віці до 18 років та 18,4 % осіб у віці 65 років та старших.
Цивільне працевлаштоване населення становило 2479 осіб. Основні галузі зайнятості: виробництво — 31,9 %, освіта, охорона здоров'я та соціальна допомога — 18,8 %, роздрібна торгівля — 10,2 %, транспорт — 5,4 %.
За даними перепису населення 2000 року в Осцеолі проживало 8875 осіб, 2314 сімей, налічувалося 3183 домашніх господарств і 3551 житловий будинок. Середня густота населення становила близько 439,4 осіб на один квадратний кілометр. Расовий склад Осцеолі за даними перепису розподілився таким чином: 47,39 % білих, 51,03 % — чорних або афроамериканців, 0,10 % — корінних американців, 0,25 % — азіатів, 0,82 % — представників змішаних рас, 0,41 % — інших народів. Іспаномовні склали 1,34 % від усіх жителів міста.
З 3183 домашніх господарств в 38,5 % — виховували дітей віком до 18 років, 43,3 % представляли собою подружні пари, які спільно проживали, в 25,2 % сімей жінки проживали без чоловіків, 27,3 % не мали сімей. 24,4 % від загального числа сімей на момент перепису жили самостійно, при цьому 10,3 % склали самотні літні люди у віці 65 років та старше. Середній розмір домашнього господарства склав 2,70 особи, а середній розмір родини — 3,20 особи.
Населення міста за віковим діапазоном за даними перепису 2000 року розподілилося таким чином: 32,2 % — жителі молодше 18 років, 11,0 % — між 18 і 24 роками, 26,4 % — від 25 до 44 років, 19,3 % — від 45 до 64 років і 11,1 % — у віці 65 років та старше. Середній вік мешканця склав 30 років. на кожні 100 жінок в Осцеолі припадало 90,2 чоловіків, у віці від 18 років та старше — 82,9 чоловіків також старше 18 років.
Середній дохід на одне домашнє господарство в місті склав 23 163 долара США, а середній дохід на одну сім'ю — 26 588 доларів. При цьому чоловіки мали середній дохід в 27 526 доларів США на рік проти 18 788 доларів середньорічного доходу у жінок. Дохід на душу населення в місті склав 12 406 доларів на рік. 26,0 % від усього числа сімей в населеному пункті і 29,5 % від усієї чисельності населення перебувало на момент перепису населення за межею бідності, при цьому 41,0 % з них були молодші 18 років і 25,7 % — у віці 65 років та старше.

## Відомі уродженці та мешканці
- Віяльм Александер — колишній член Палати представників США від штату Арканзас
- Девід Баррет — гравець професійного футбольного клубу Нью-Йорк Джетс
- Дейл Еванс — письменник, автор-виконавець пісень, дружина Роя Роджерса
- Келвін Фрейзер — гітарист, виконавець музики в стилях блюз і кантрі
- Альберт Кінг — блюзовий співак, гітарист, автор пісень